# Відносини Бразилії та Екваторіальної Гвінеї
Відносини між Бразилією та Екваторіальною Гвінеєю стосуються дипломатичних відносин між Республікою Екваторіальна Гвінея та Федеративною Республікою Бразилія, які були започатковані в 1974. Бразилія має посольство в Малабо, а Екваторіальна Гвінея має посольство в Бразиліа.
Обидві країни мають історичні зв'язки із Португалією.